# شهرستان باولینسکی
شهرستان باولینسکی (به لاتین: Bavlinsky District) یک شهرستان در روسیه است که در تاتارستان واقع شده‌است.